# Karine Icher

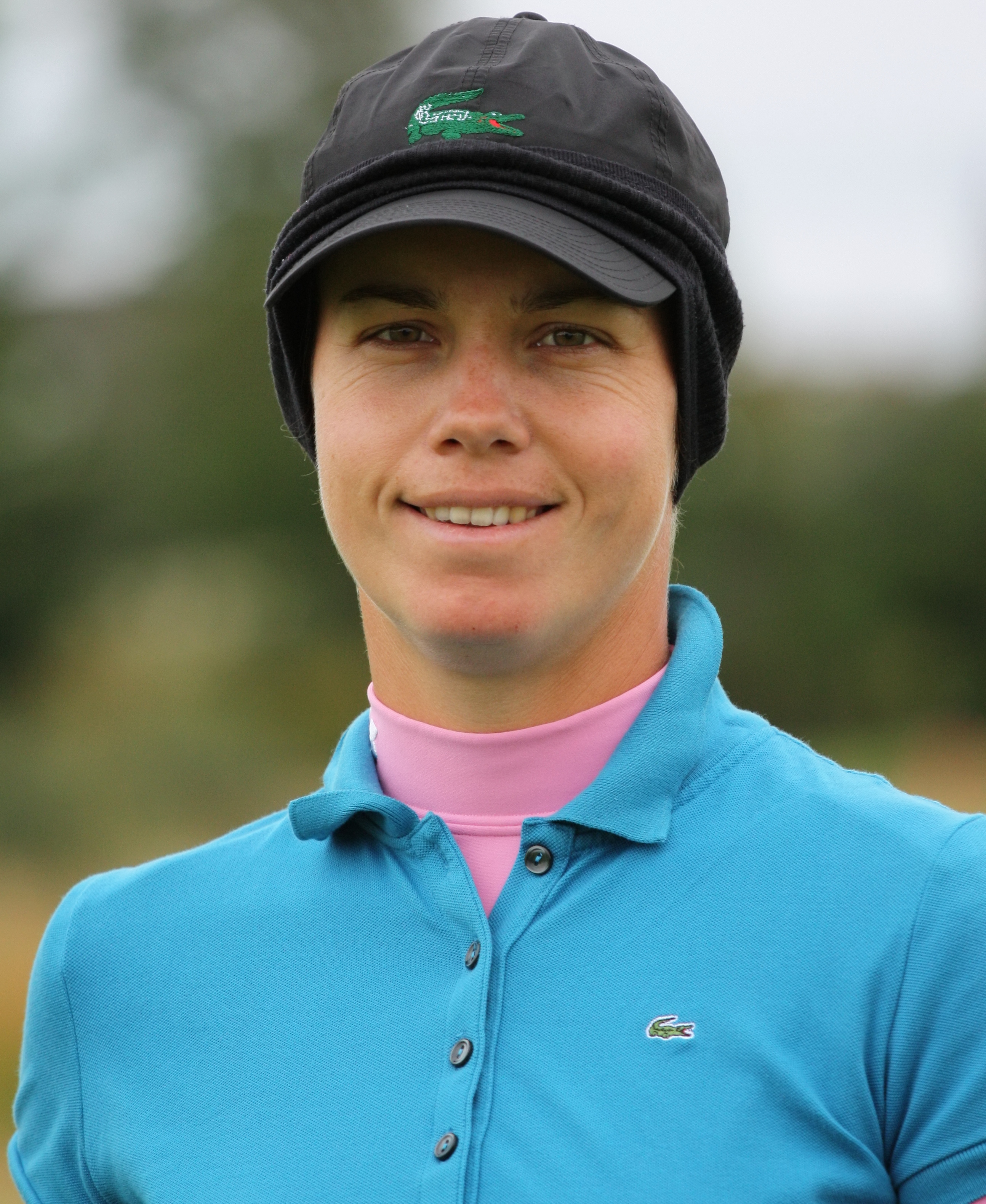
2009

Karine Icher (Châteauroux, 26 januari 1979) is een Franse golfprofessional sinds 2000.

## Amateur
Als amateur werd ze Frans meisjes kampioen in 1994 en 1996. In 1997 werd ze amateurkampioen in Spanje en in 1998 in Frankrijk. In 2000 won ze het Internationaal Amateurs Open in Frankrijk. Ook speelde zij in het team op de Espirito Santo Trophy. Daarna werd ze professional.

### Teams
- Vagliano Trophy: 1999 (winnaars)

## Professional
In 2001 won ze het Ladies Open op de Kennemer Golf & Country Club. Het jaar daarop ging ze op de Amerikaanse tour spelen. In 2005 werd ze zesde op het US Open. In 2006 werd ze tiende op het Brits Open.